# Jorge Luis Santos Garcia
Jorge Luis Santos Garcia (Caracas, 24 de agosto), es un fotógrafo venezolano, que trabaja principalmente el documentalismo y la fotografía de desnudo.

## Biografía
Hijo de Juan Santos Osorio y María Isabel García de Santos, ambos emigrantes de la Isla de La Gomera (Canarias). Realiza estudios de Técnico Superior en Computación (Instituto Universitario Nuevas Profesiones), Ingeniería de Sistemas (Universidad Nacional Abierta) y Administración de Empresas (Universidad Nacional Experimental Simón Rodríguez). Trabajó durante más de 25 años para la banca nacional y la empresa privada en las áreas de computación y sistemas, posteriormente fue director de tres empresas de servicios.
En el año 1986, comienza a realizar fotografía de actividades de naturaleza y montaña, especialmente en diapositiva 35 mm. destinando estas imágenes a realizar múltiples presentaciones, exposiciones y charlas. Estas expediciones lo llevan a recorrer la naturaleza venezolana y expediciones de montaña en América, Europa y África. Esta actividad continua en la actualidad.
Para el año 2006 inicia su formación formal en Caracas, de la mano de maestros fotógrafos, como lo son Alfredo Padrón, Roberto Mata, Leo Álvarez, Ricardo Jiménez, Ricardo Armas y Nelson Garrido entre otros.
Conceptualmente centra su trabajo personal en tres ejes fundamentales: la espiritualidad, la naturaleza y la sexualidad. Estos conceptos le permiten adentrarse en la fotografía documental de manifestaciones religiosas y populares, en la fotografía de naturaleza como acercamiento del conocimiento del "yo" y en el desnudo como herramienta de explicación de la alegría humana como hecho divino. Finalmente mezcla estos tres pilares de manera conveniente para expresar ideas y conceptos personales.
Realiza su primera exposición individual el año 1998, actualmente cuenta con 22 individuales nacionales (Venezuela) y 6 internacionales realizadas en Argentina, Brasil, España, Francia y Chile.
Ha participado en 131 exposiciones colectivas, 67 en Venezuela y 64 internacionales,  realizadas en Argentina, Alemania, Australia, Bolivia, Brasil, Bulgaria, Chile, Colombia, Cuba, Ecuador, España y Uruguay.
Su obra ha sido premiada en Argentina, Brasil, Bolivia, Bulgaria, Cuba, Ecuador, España y Venezuela y está representada en instituciones nacionales y foráneas.

## Exposiciones Individuales
- 2019 "Pido, prometo y pago", Fundación Sala Mendoza, Caracas, septiembre-diciembre[11]
- 2017 "Pido, prometo e pago",  Fundart, Sobradão do Porto, Ubatuba, Brasil. Noviembre[12]
- 2017 "Peço, prometo y pago", Galería Navegare, XIII Festival Internacional de Fotografía Paraty Em Foco,[13] Brasil. septiembre
- 2016 "Las Diosas Encarnadas", Centro de arte de Maracaibo Lía Bermúdez, Maracaibo, Noviembre-febrero 2017[14]
- 2016 "Ojos de Urbe", Alianza Francesa de Chacaito, Caracas, Noviembre-febrero 2017
- 2016 "Pido, prometo y pago", Museo de Arte Contemporáneo del Zulia[15] (MACZUL), Maracaibo, Julio-Sep
- 2016 "Pido, prometo y pago", Galería Tresy3, Las Mercedes, Caracas, Abril-Mayo[16]
- 2015 "Les Déesses Incarnées"  y "Déconstructions des êtres parfaits" 15 Festival Europeo de la Photo de Nu, Arlés Francia[17][18]
- 2014 "Recuerdos que tocan el cielo" intervención urbana, en el marco de 2do. Festival Nacional Meridafoto, Merida, Venezuela
- 2013 "Ojos de Urbe", espacios expositivos del Hotel Paseo Las Mercedes, Caracas[19]
- 2013 "Desconstrucciones de los seres perfectos", Museo Casa Bosset, Festival Nacional de Fotografía Meridaphoto, Mérida, Venezuela
- 2013 "Diabladas Color Caribe", Museo Casa Bosset, Festival Nacional de Fotografía Meridaphoto, Mérida, Venezuela.
- 2012 "Pedregal, Los mismos de ayer", III Festival Internacional de Fotografía de Valparaíso, Chile
- 2012 "Ojos de Urbe, X Bienal Internacional de Fotografía de Olot, Cataluña, España[20]
- 2012 "Pedregal, Los Mismos de Ayer", Sala Eugenio Montejo, Biblioteca Los Palos Grandes, Caracas
- 2012 "Pedregal, Los Mismos de Ayer", Auditórium Juan de Dios Guanche, Chacao, Caracas
- 2012 "Diabladas Color Caribe", Museo de la Cultura, Valencia, Venezuela[21]
- 2012 “Hermandades de Fe”, Museo Cecilio Acosta, San Diego de los Altos, Venezuela.
- 2012 “Palmeros Inéditos, Tradición y Fe”, Trasnocho Cultural, Librería El Buscón, Caracas.
- 2011 "Hermandades de Fe" Museo de Bellas Artes de Paraná, Entre Ríos, Argentina.
- 2011 “Orinoco Fractal” Museo Centro Cultural Amazonas, Puerto Ayacucho, Venezuela.
- 2010 “Palmero es Fe y Cerro” LiberArte, Los Chaguaramos, Caracas.
- 2010 “Orinoco Fractal” Oro Café Galería, La Castellana, Caracas.
- 2009 “Palmero es Fe y Cerro” Casa de la Cultura de Chacao, Fundación Cultural Chacao, Caracas.
- 2009 “Palmero es Fe y Cerro” Galería Móvil del Centro Cultural Chacao, Chacao, Caracas.
- 2003 "Aconcagua, El Centinela de Piedra", Auditorio del Parque del Este, "Rómulo Betancourt", Caracas.
- 2001 "Bolivia: Cultura y Montañas", Centro Excursionista Caracas, Caracas.
- 1998 "Travesía de la Sierra del Norte, La Culata", Centro Excursionista Caracas, Caracas

## Exposiciones Colectivas (internacionales)
- 2021	11va. Phodar Biennial Internacional de Fotografía, Sofía, Bulgaria
- 2019	10ma. Phodar Biennial Internacional de Fotografía, Sofía, Bulgaria
- 2018	Cartografías Políticas México-Venezuela, Arte Contemporáneo Espacio en Blanco, Monterrey, México
- 2018  6to. FotoFest Bolivia, Museo Tambo Quirquincho, La Paz, Bolivia
- 2018	12º GetxoPhoto Festival internacional de la Imagen, Post-conflicto, Getxo, Bilbao, País Vasco, España
- 2018	1er. Festival de la Montaña, Latin FotoFest, Teatro los Fundadores, Manizales, Colombia.
- 2018	4ª edición del Encuentro de Fotolibros, Centro de Estudios Fotográficos (CEF) Córdoba, Argentina.
- 2018	3er. Festival Internacional de Fotografía San Jose Foto, exposición de maquetas CDF Ediciones, San José Uruguay
- 2017	5º Festival Internacional de Fotografía Floripa na Foto, 6º Encontro de Libros de Fotografía de Autor, Brasil,
- 2017 	República Colapsada Vol.2, Babycastles Gallery, Manhattan, New York, USA.
- 2017	8º Feira do Livro de Fotografía de Lisboa, Arquivo Municipal de Lisboa, Portugal.
- 2017	V Encontro de Livros de Fotografía de Autor – BC FOTO FESTIVAL 2017, Brasil.
- 2017	II Photo Patagonia 2017, Festival Intern. de fotografía analógica y procesos alternativos, Río Gallegos Argentina.
- 2017	IV Photo Alicante  International Photography Festival 2017, Alicante España.
- 2017	XXX Athens Photo Festival 2017,  Photobook exhibition, Atenas, Grecia.
- 2016	I Photo Patagonia 2016, Festival Intern. de fotografía analógica y procesos alternativos, Río Gallegos Argentina.
- 2016	Transversalidades 2016 – fotografia sem fronteiras, Centro de Estudos Ibéricos, Guarda, Portugal.
- 2015	II Festival de Arte Erótico, Santiago de Chile, Chile.
- 2015	4º Festival de Fotografía Floripa na Foto, Florianopolis, Brasil.
- 2015	V Bienal Internacional de Fotografía de Paraná, Entre Ríos, Argentina.
- 2015	Fotonoviembre 2015,  XIII Bienal Internacional de Fotografía de Tenerife, España.
- 2015	11 Festival de Fotografia Paraty em Foco, Paraty, Brasil.
- 2015	Montaña Homenaje,  Galería Verdi Verd Espai D´Art, Barcelona España.
- 2015	9th. Biennial "Phodar" International fotofestival, Ilia Beshkov Gallery – Pleven, Bulgaria.
- 2015	5ta. Feria Internacional de Fotografía de Autor de Bariloche, Argentina.
- 2014	Encuentros Abiertos, Festival de la Luz, 2014,  Argentina.
- 2014	Bremer Kunstfrühling 2014, Los mismos de ayer", Velada Remix,  Bremer, Alemania.
- 2014	Muestra 8va. Biennal Phodar, Centro Cultural Univ. de Sofía "San Clemente de Ohrid, Bulgaria.
- 2013	IV Bienal Internacional de Fotografía de Paraná, 20 obras, Entre Ríos, Argentina.
- 2013	Fotonoviembre 2013, XII Bienal Internacional de Fotografía de Tenerife, Tenerife, España.
- 2013	3ª Festival de Fotografía Floripa na Foto, Florianópolis, Brasil.
- 2013	IV FotoFest Festival Internacional de fotografía Contemporánea, Quito, Ecuador.
- 2013	Manaus, Eu Te Quero Bem na Foto, Grupo A Escrita da Luz, Ponta Negra Manaus, Brasil.
- 2013	III Hamburg Art Week 2013, Santa Lucia Remix, Hamburgo, Alemania.
- 2013	I Sofia Photo Fest 2013, Sofia Bulgaria.
- 2013	8va. Phodar Biennial Internacional de Fotografía, Pleven, Bulgaria.
- 2013	V Ballarat International Foto Biennale 2013, Australia.
- 2013	Basaltades, Jornadas de Fotografía Contemporánea 2013, Castellfollit de la Roca, Cataluña, España.
- 2013	Premio Latinoamericano de Fotografía, Centro latinoamericano de Fotografía, Casa Nacional del Bicentenario, BBAA, Argentina
- 2012	Hamburg Art Week 2012, Proyecto Zapato Viajero, Santa Lucia Remix, Hamburgo, Alemania.
- 2011	2da. Feria Int. Libros Fotográficos de Autor, III Encuentro Internacional de Fotografía de Montevideo (Fotograma-11).
- 2011	II Festival Internacional de Fotografía de Valparaíso 2011, Chile.
- 2011	Fotonoviembre 2011, XI Bienal Internacional de Fotografía de Tenerife, Islas Canarias, España.
- 2011  1er. Concurso de Fotografía Social Cubana País de Píxeles 2011, La Habana, Cuba
- 2011	17° Concurso Latinoamericano de Fotografía Documental “Los trabajos y los días”, Medellín, Colombia.
- 2011  XI  Muestra Fotografía Documental de América Latina 2011, Santander, España.
- 2010	XIII Montphoto Concurso internacional de fotografía de naturaleza y montaña 2010, Girona, España.
- 2010  XXI  Certamen de Fotografía Santa Lucia 2010, Ateneo de Santa Lucia, Islas Canarias, España.
- 2010  I Festival Internacional de Fotografía de Valparaíso 2010, Chile.
- 2010  X Muestra Fotografía Documental de América Latina 2010, Langreo, Asturias, España.
- 2009	XX Certamen de Fotografía Santa Lucia 2009, Ateneo de Santa Lucia, Gran Canaria, España.
- 2008	VIII  Muestra Fotografía Documental de América Latina 2008, Albacete, España.
- 2007	VII  Muestra Fotografía Documental de América Latina 2007,  Albacete, España.

## Premios y reconocimientos
- 2021 Grand Prix Phodar 11th Biennial,[22] Sofia, Bulgaria.
- 2020 Tercer premio Bienal de Fotografía Documental Wil Riera 2020,[23][24][25] Caracas, Venezuela.
- 2018 Mención de honor 2do. lugar, 6to. Festival Internacional de Fotografía FotoFest Bolivia, La Paz, Bolivia.
- 2018 Primer Premio Fotografía, Festival de la Montaña, Latin FotoFest, Teatro los Fundadores, Manizales, Colombia.
- 2016 Mención honorífica 8vo. Concurso de fotografía Havana Times (no gubernamental),[26] La Habana, Cuba.
- 2015 Primer premio 11 Festival Internacional de fotografía Paraty em Foco 2015,[27] Brasil
- 2013 Primera Mención de Honor,  IV FotoFest Festival Internacional de fotografía, Quito, Ecuador
- 2012 2do. Premio de Documentalismo, Premio Latinoamericano de Fotografía, Centro Latinoamericano de Fotografía, (jefe del jurado René Burri), Argentina
- 2012 Premio Honorífico, 2do. Concurso de Fotografía Urbana, "Paisajes Posibles", Venezuela/Argentina.
- 2011 Mención Honorífica y premio del público 1er. Concurso País de Pixeles, foto Periodismo independiente cubano (no gubernamental), La Habana, Cuba.
- 2010 Accésit de la FIAP,  XIII Montphoto Concurso Internacional de Fotografía de Naturaleza y Montaña, Gerona, España.
- 2010 Tercer Premio de Fotografía, Concurso anual de Fotografía “La Escondida”.
- 2009 Primer Premio de Fotografía, 33 Salón Nacional de Artes Visuales Mauro Mejías, Venezuela.[28]
- 2009 Premio Honorífico, VII Salón de Artes Visuales Dycvensa, Venezuela.
- 2007 2do. Premio de Fotografía, IV Bienal de Fotografía El Hatillo, Centro de Arte el Hatillo, Venezuela.
- 2006 Tercer Premio de Fotografía,  XIV Concurso de Fotografía Asociación Venezolana de la Comunidad Fotográfica, Venezuela

## Libros de autor (publicados)
- "Palmero es fe y cerro" (2011) ISBN:9789801241461[29]
- "Pedregal, los mismos de ayer" (2012) ISBN:9789801256441[30]
- "Pido, prometo y pago" (2016) ISBN:9789801288329[31]
- "Fotografía" (2016) ISBN:9789801288336[32]
- "Piso 9" (2019) ISBN:978980184369[33]

## Libros colectivos (publicados)
- "Ese instante que no se olvida" editor Jorge Piccini (Argentina) (2016), ISBN
- "El Avila en la mirada de todos", editor: Maria Elena Ramos (2014), ISBN
- "Gente que hace escuela", editor: Antonio Lopez Ortega / Banesco (2014), ISBN
- "El Lenguaje de los Diablos", editor: Banesco / Grupo Editorial Cyngular (2013) ISBN
- "Fiestas tradicionales de Venezuela", editor: Fundación Bigott (2012) ISBN
- "Soy Palmero II Las nuevas generaciones", editor: Fundación Cultura Chacao (2010), ISBN